# Smrekova zamazanka
Smrekova zamazanka (znanstveno ime Exidia nigricans) je gliva iz rodu zamazank (Exidia).

## Značilnosti
Trosnjak gumbaste oblike in gumijaste konstitucije je velik približno 1 x 2 cm. Rastejo v skupinah, ki se združijo v več 10 cm dolge grozdaste tvorbe. Površina je rjavo črne barve, vlažna je svetleča in nagubana. Na površini je drobno zrnata zaradi drobnih bradavic.

## Razširjenost in življenjski prostor
Najdemo jo lahko od jeseni do zgodnje pomladi na razpadajočem lesu, kjer povzroča belo trohnobo. Kljub slovenskemu imenu ne uspeva samo na lesu iglavcev.

## Mikroskopske značilnosti
Trosni prah je bele barve. Microskopske značilnosti so tipične za celoten rod zamazank (Exidia). Bazidiji, celice specializirane za proizvodnjo trosov, so elipsoidni, septirani (pregrajeni) in veliki 15–25 × 8–13 μm. Trosi so klobasaste oblike, vsebujejo drobne oljne kapljice, veliki 14–19 × 4,5–5,5 μm.

## Podobne vrste
Pogosto se zamenjuje z žlezasto zamazanko (Exidia glandulosa)
Obe sta si podobni tudi po mikroskopskih značilnostih, le da ima žlezasta zamazanka med seboj bolj ločene trosnjake, ki se ne združujejo v grozde. Raziskave so pokazale, da se vrsti razlikujeta tudi na nivoju DNK.

## Uporabnost
Goba je neužitna.

## Galerija slik
- površina trosnjakov
- klobasasti trosi
- smrekova zamazanka
- Žlezasta zamazanka
(Exidia glandulosa)